# Список птахів Островів Теркс і Кайкос
Це перелік видів птахів, зафіксованих на території Островів Теркс і Кайкос. Авіфауна Островів Теркс і Кайкос налічує загалом 231 вид, з яких 5 видів були інтродуковані людьми. 124 види є рідкісними або випадковими. 1 види були знищені на території островів, а 4 перебувають під загрозою глобального зникнення.

## Позначки
Наступні теги використані для виділення деяких категорій птахів.
- (А) Випадковий — вид, який рідко або випадково трапляється на Островах Теркс і Кайкос
- (I) Інтродукований — вид, інтродукований на Острови Теркс і Кайкос
- (Ex) Вимерлий — вид, який більше не трапляється на Островах Теркс і Кайкос, хоча його популяції існують в інших місцях

## Гусеподібні(Anseriformes)
Родина: Качкові (Anatidae)
- Свистач червонодзьобий, Dendrocygna autumnalis (A)
- Свистач кубинський, Dendrocygna arborea (A)
- Свистач рудий, Dendrocygna bicolor (A)
- Казарка канадська, Branta canadensis (A)
- Чирянка блакитнокрила, Spatula discors
- Широконіска північна, Spatula clypeata (A)
- Нерозень, Mareca strepera (A)
- Свищ американський, Mareca americana (A)
- Крижень звичайний, Anas platyrhynchos (A)
- Крижень американський, Anas rubripes (A)
- Шилохвіст білощокий, Anas bahamensis
- Шилохвіст північний, Anas acuta (A)
- Чирянка американська, Anas carolinensis (A)
- Попелюх американський, Aythya americana (A)
- Чернь канадська, Aythya collaris (A)
- Чернь морська, Aythya marila (A)
- Чернь американська, Aythya affinis (A)
- Крех жовтоокий, Lophodytes cucullatus (A)
- Крех середній, Mergus serrator (A)
- Савка маскова, Nomonyx dominicus (A)
- Савка американська, Oxyura jamaicensis (A)

## Фламінгоподібні(Phoenicopteriformes)
Родина: Фламінгові (Phoenicopteridae)
- Фламінго червоний, Phoenicopterus ruber

## Пірникозоподібні(Podicipediformes)
Родина: Пірникозові (Podicipedidae)
- Пірникоза домініканська, Tachybaptus dominicus
- Пірникоза рябодзьоба, Podilymbus podiceps

## Голубоподібні(Columbiformes)
Родина: Голубові (Columbidae)
- Голуб сизий, Columba livia (I)
- Голуб пурпуровошиїй, Patagioenas squamosa (A)
- Голуб карибський, Patagioenas leucocephala
- Горлиця садова, Streptopelia decaocto (I)
- Талпакоті строкатоголовий, Columbina passerina
- Голубок зеленоголовий, Geotrygon chrysia (A)
- Zenaida asiatica
- Zenaida aurita
- Зенаїда північна, Zenaida macroura

## Зозулеподібні(Cuculiformes)
Родина: Зозулеві (Cuculidae)
- Ані товстодзьобий, Crotophaga ani
- Кукліло північний, Coccyzus americanus
- Кукліло мангровий, Coccyzus minor

## Дрімлюгоподібні(Caprimulgiformes)
Родина: Дрімлюгові (Caprimulgidae)
- Анаперо віргінський, Chordeiles minor (A)
- Анаперо антильський, Chordeiles gundlachii
- Дрімлюга каролінський, Antrostomus carolinensis (A)

## Серпокрильцеподібні(Apodiformes)
Родина: Серпокрильцеві (Apodidae)
- Голкохвіст східний, Chaetura pelagica (A)
- Серпокрилець-крихітка антильський, Tachornis phoenicobia (A)

Родина: Колібрієві (Trochilidae)
- Колібрі рубіновогорлий, Archilochus colubris
- Колібрі-бджола кубинський, Mellisuga helenae (A)
- Колібрі-аметист багамський, Nesophlox evelynae
- Колібрі-смарагд кубинський, Riccordia ricordii (A)

## Журавлеподібні(Gruiformes)
Родина: Пастушкові (Rallidae)
- Пастушок узбережний, Rallus crepitans
- Погонич каролінський, Porzana carolina (A)
- Курочка латиноамериканська, Gallinula galeata
- Лиска американська, Fulica americana
- Султанка американська, Porphyrio martinica

Родина: Арамові (Aramidae)
- Арама, Aramus guarauna (A)

Родина: Журавлеві (Gruidae)
- Журавель канадський, Antigone canadensis (A)

## Сивкоподібні(Charadriiformes)
Родина: Чоботарові (Recurvirostridae)
- Himantopus mexicanus
- Чоботар американський, Recurvirostra americana (A)

Родина: Куликосорокові (Haematopodidae)
- Кулик-сорока американський, Haematopus palliatus

Родина: Сивкові (Charadriidae)
- Сивка морська, Pluvialis squatarola
- Сивка американська, Pluvialis dominica (A)
- Пісочник крикливий, Charadrius vociferus
- Пісочник канадський, Charadrius semipalmatus
- Пісочник жовтоногий, Charadrius melodus (A)
- Пісочник довгодзьобий, Charadrius wilsonia
- Пісочник американський, Charadrius nivosus

Родина: Баранцеві (Scolopacidae)
- Бартрамія, Bartramia longicauda (A)
- Кульон гудзонський, Numenius hudsonicus
- Грицик канадський, Limosa haemastica (A)
- Крем'яшник звичайний, Arenaria interpres
- Побережник ісландський, Calidris canutus (A)
- Побережник довгоногий, Calidris himantopus
- Побережник білий, Calidris alba
- Побережник чорногрудий, Calidris alpina (A)
- Побережник-крихітка, Calidris minutilla
- Побережник білогрудий, Calidris fuscicollis (A)
- Побережник арктичний, Calidris melanotos (A)
- Побережник тундровий, Calidris pusilla
- Побережник аляскинський, Calidris mauri
- Неголь короткодзьобий, Limnodromus griseus
- Неголь довгодзьобий, Limnodromus scolopaceus (A)
- Gallinago delicata
- Набережник плямистий, Actitis macularia
- Коловодник малий, Tringa solitaria (A)
- Коловодник жовтоногий, Tringa flavipes
- Коловодник американський, Tringa semipalmata
- Коловодник строкатий, Tringa melanoleuca
- Плавунець довгодзьобий, Phalaropus tricolor

Родина: Поморникові (Stercorariidae)
- Поморник середній, Stercorarius pomarinus (A)
- Поморник короткохвостий, Stercorarius parasiticus (A)

Родина: Алькові (Alcidae)
- Люрик, Alle alle (A)

Родина: Мартинові (Laridae)
- Мартин канадський, Chroicocephalus philadelphia (A)
- Мартин звичайний, Chroicocephalus ridibundus (A)
- Leucophaeus atricilla
- Мартин делаверський, Larus delawarensis (A)
- Мартин американський, Larus smithsonianus
- Мартин чорнокрилий, Larus fuscus (A)
- Мартин морський, Larus marinus (A)
- Крячок бурий, Anous stolidus
- Крячок атоловий, Anous minutus
- Крячок строкатий, Onychoprion fuscata
- Крячок бурокрилий, Onychoprion anaethetus
- Крячок карибський, Sternula antillarum
- Крячок чорнодзьобий, Gelochelidon nilotica (A)
- Крячок каспійський,  Hydroprogne caspia (A)
- Крячок чорний, Chlidonias niger (A)
- Крячок рожевий, Sterna dougallii
- Крячок річковий, Sterna hirundo (A)
- Крячок неоарктичний, Sterna forsteri
- Крячок королівський, Thalasseus maxima
- Крячок рябодзьобий, Thalasseus sandvicensis
- Водоріз американський, Rynchops niger (A)

## Фаетоноподібні(Phaethontiformes)
Родина: Фаетонові (Phaethontidae)
- Фаетон білохвостий, Phaethon lepturus

## Буревісникоподібні(Procellariiformes)
Родина: Океанникові (Oceanitidae)
- Океанник Вільсона, Oceanites oceanicus (A)

Родина: Буревісникові (Procellariidae)
- Тайфунник тринідадський, Pterodroma arminjoniana (A)
- Тайфунник кубинський, Pterodroma hasitata
- Calonectris diomedea (A)
- Буревісник екваторіальний, Puffinus lherminieri (A)

## Сулоподібні(Suliformes)
Родина: Фрегатові (Fregatidae)
- Фрегат карибський, Fregata magnificens

Родина: Сулові (Sulidae)
- Сула жовтодзьоба, Sula dactylatra (A)
- Сула білочерева, Sula leucogaster (A)
- Сула червононога, Sula sula
- Сула атлантична, Morus bassanus (A)

Родина: Бакланові (Phalacrocoracidae)
- Баклан вухатий, Nannopterum auritum (A)
- Баклан бразильський, Nannopterum brasilianum (A)

## Пеліканоподібні(Pelecaniformes)
Родина: Пеліканові (Pelecanidae)
- Пелікан бурий, Pelecanus occidentalis

Родина: Чаплеві (Ardeidae)
- Бугай американський, Botaurus lentiginosus (A)
- Бугайчик американський, Ixobrychus exilis (A)
- Чапля північна, Ardea herodias (A)
- Чепура велика, Ardea alba
- Чепура американська, Egretta thula (A)
- Чепура блакитна, Egretta caerulea (A)
- Чепура трибарвна, Egretta tricolor
- Чепура рудошия, Egretta rufescens
- Чапля єгипетська, Bubulcus ibis
- Чапля зелена, Butorides virescens
- Квак звичайний, Nycticorax nycticorax (A)
- Квак чорногорлий, Nyctanassa violacea

Родина: Ібісові (Threskiornithidae)
- Ібіс білий, Eudocimus albus
- Коровайка бура, Plegadis falcinellus (A)
- Косар рожевий, Platalea ajaja (A)

## Яструбоподібні(Accipitriformes)
Родина: Скопові (Pandionidae)
- Скопа, Pandion haliaetus

Родина: Яструбові (Accipitridae)
- Лунь американський, Circus hudsonius (A)
- Яструб неоарктичний, Accipiter striatus
- Канюк неоарктичний, Buteo jamaicensis (A)

## Совоподібні(Strigiformes)
Родина: Сипухові (Tytonidae)
- Сипуха крапчаста, Tyto alba (A)

Родина: Совові (Strigidae)
- Сова болотяна, Asio flammeus (A)

## Сиворакшоподібні(Coraciiformes)
Родина: Рибалочкові (Alcedinidae)
- Рибалочка-чубань північний, Megaceryle alcyon

## Дятлоподібні(Piciformes)
Родина: Дятлові (Picidae)
- Дятел-смоктун жовточеревий, Sphyrapicus varius
- Дятел волохатий, Leuconotopicus villosus (A)

## Соколоподібні(Falconiformes)
Родина: Соколові (Falconidae)
- Боривітер американський, Falco sparverius
- Підсоколик малий, Falco columbarius
- Сапсан, Falco peregrinus (A)

## Горобцеподібні(Passeriformes)
Родина: Тиранові (Tyrannidae)
- Копетон кубинський, Myiarchus sagrae (A)
- Тиран королівський, Tyrannus tyrannus (A)
- Тиран сірий, Tyrannus dominicensis
- Тиран кубинський, Tyrannus cubensis (Ex)

- Піві лісовий, Contopus virens (A)
- Піві гаїтянський, Contopus hispaniolensis (A)

Родина: Віреонові (Vireonidae)
- Віреон білоокий, Vireo griseus (A)
- Віреон товстодзьобий, Vireo crassirostris
- Віреон жовтогорлий, Vireo flavifrons (A)
- Віреон цитриновий, Vireo philadelphicus (A)
- Віреон червоноокий, Vireo olivaceus
- Віреон чорновусий, Vireo altiloquus

Родина: Воронові (Corvidae)
- Ворона кубинська, Corvus nasicus

Родина: Ластівкові (Hirundinidae)
- Ластівка берегова, Riparia riparia
- Білозорка річкова, Tachycineta bicolor (A)
- Білозорка багамська, Tachycineta cyaneoviridis (A)
- Ластівка північна, Stelgidopteryx serripennis (A)
- Щурик пурпуровий, Progne subis (A)
- Щурик антильський, Progne dominicensis (A)
- Ластівка сільська, Hirundo rustica
- Ясківка білолоба, Petrochelidon pyrrhonota (A)
- Ясківка печерна, Petrochelidon fulva (A)

Родина: Омелюхові (Bombycillidae)
- Омелюх американський, Bombycilla cedrorum (A)

Родина: Комароловкові (Polioptilidae)
- Комароловка сиза, Polioptila caerulea

Родина: Пересмішникові (Mimidae)
- Пересмішник сірий, Dumetella carolinensis
- Пересмішник жовтодзьобий, Margarops fuscatus
- Пересмішник карибський, Mimus gundlachii
- Пересмішник багатоголосий, Mimus polyglottos

Родина: Шпакові (Sturnidae)
- Шпак звичайний, Sturnus vulgaris (I) (A)

Родина: Дроздові (Turdidae)
- Дрізд мандрівний, Turdus migratorius (A)

Родина: Астрильдові (Estrildidae)
- Мунія трибарвна, Lonchura malacca (I) (A)

Родина: Горобцеві (Passeridae)
- Горобець хатній, Passer domesticus (I)

Родина: Плискові (Motacillidae)
- Щеврик американський, Anthus rubescens (A)

Родина: Passerellidae
- Карнатка білоброва, Spizella passerina (A)
- Карнатка бліда, Spizella pallida (A)
- Бруант білобровий, Zonotrichia leucophrys (A)
- Вівсянка саванова, Passerculus sandwichensis (A)

Родина: Spindalidae
- Танагра антильська, Spindalis zena

Родина: Трупіалові (Icteridae)
- Гоглу, Dolichonyx oryzivorus (A)
- Трупіал балтиморський, Icterus galbula (A)
- Вашер буроголовий, Molothrus ater (A)

Родина: Піснярові (Parulidae)
- Смугастоволець оливковий, Seiurus aurocapilla
- Пісняр-борсучок, Helmitheros vermivorum
- Смугастоволець білобровий, Parkesia motacilla (A)
- Смугастоволець річковий, Parkesia noveboracensis
- Червоїд жовтоголовий, Vermivora cyanoptera (A)
- Пісняр строкатий, Mniotilta varia
- Пісняр жовтий, Protonotaria citrea (A)
- Пісняр бурий, Limnothlypis swainsonii (A)
- Червоїд світлобровий, Leiothlypis peregrina (A)
- Червоїд сіроголовий, Leiothlypis ruficapilla (A)
- Цитринка сіровола, Oporornis agilis (A)
- Цитринка чорновола, Geothlypis philadelphia (A)
- Цитринка жовтогорла, Geothlypis formosa (A)
- Жовтогорлик північний, Geothlypis trichas
- Болотянка чорногорла, Setophaga citrina (A)
- Пісняр горихвістковий, Setophaga ruticilla
- Пісняр-лісовик мічиганський, Setophaga kirtlandii (A)
- Setophaga tigrina
- Пісняр північний, Setophaga americana
- Пісняр-лісовик канадський, Setophaga magnolia
- Пісняр-лісовик каштановий, Setophaga castanea (A)
- Пісняр-лісовик рудоволий, Setophaga fusca (A)
- Пісняр-лісовик золотистий, Setophaga petechia
- Пісняр-лісовик рудобокий, Setophaga pensylvanica (A)
- Пісняр-лісовик білощокий, Setophaga striata
- Пісняр-лісовик сизий, Setophaga caerulescens
- Пісняр-лісовик рудоголовий, Setophaga palmarum
- Пісняр-лісовик жовтогузий, Setophaga coronata
- Пісняр-лісовик чорнощокий, Setophaga dominica
- Пісняр-лісовик прерієвий, Setophaga discolor
- Пісняр-лісовик західний, Setophaga townsendi (A)
- Пісняр-лісовик чорногорлий, Setophaga virens (A)

Родина: Кардиналові (Cardinalidae)
- Піранга пломениста, Piranga rubra (A)
- Піранга кармінова, Piranga olivacea (A)
- Кардинал-довбоніс червоноволий, Pheucticus ludovicianus (A)
- Скригнатка синя, Passerina caerulea (A)
- Скригнатка індигова, Passerina cyanea
- Скригнатка райдужна, Passerina ciris

Родина: Саякові (Thraupidae)
- Цереба, Coereba flaveola
- Вівсянка-снігурець велика, Melopyrrha violacea
- Потрост чорноволий, Melanospiza bicolor
- Потрост кубинський, Phonipara canora (I)